# Jadamczyków Groń
Jadamczyków Groń (611 m), Adamczykowa – wzgórze w Gorcach w grzbiecie oddzielającym dolinę Porębianki od doliny Raby i jej dopływu – potoku Olszówka. W mającym południkowy przebieg grzbiecie tym kolejno od północy na południe wyróżnia się wzniesienia: Adamczykowa (612 m), Potaczkowa (746 m) i Chabówka (705 m). Do Raby Adamczykowa opada stromym stokiem o wysokości względnej około 210 m, natomiast jej grzbiet jest dość płaski i rozległy.
Jadamczyków Groń wznosi się nad miejscowościami Mszana Dolna i Podobin w województwie małopolskim, powiecie limanowskim. Jest całkowicie bezleśna, pokryta polami uprawnymi i łąkami. Dzięki temu rozciągają się z niej szerokie widoki na Beskid Wyspowy i Gorce.
Mimo dużych walorów widokowych przez Jadamczyków Groń nie prowadził żaden szlak turystyczny. Dopiero w 2011 r. wyznakowano nowy szlak prowadzący tym widokowym wzgórzem nad Rabą.
Nazwa wzgórza Adamczykowa pochodzi od nazwiska właściciela pól. Na wielu z pól Adamczykowej zaprzestano już uprawy z powodu nieopłacalności ekonomicznej.

## Szlak turystyczny
czarny: Rabka-Zdrój – Grzebień – Olszówka – Potaczkowa – Jadamczyków Groń – Mszana Dolna. Długość 16 km.

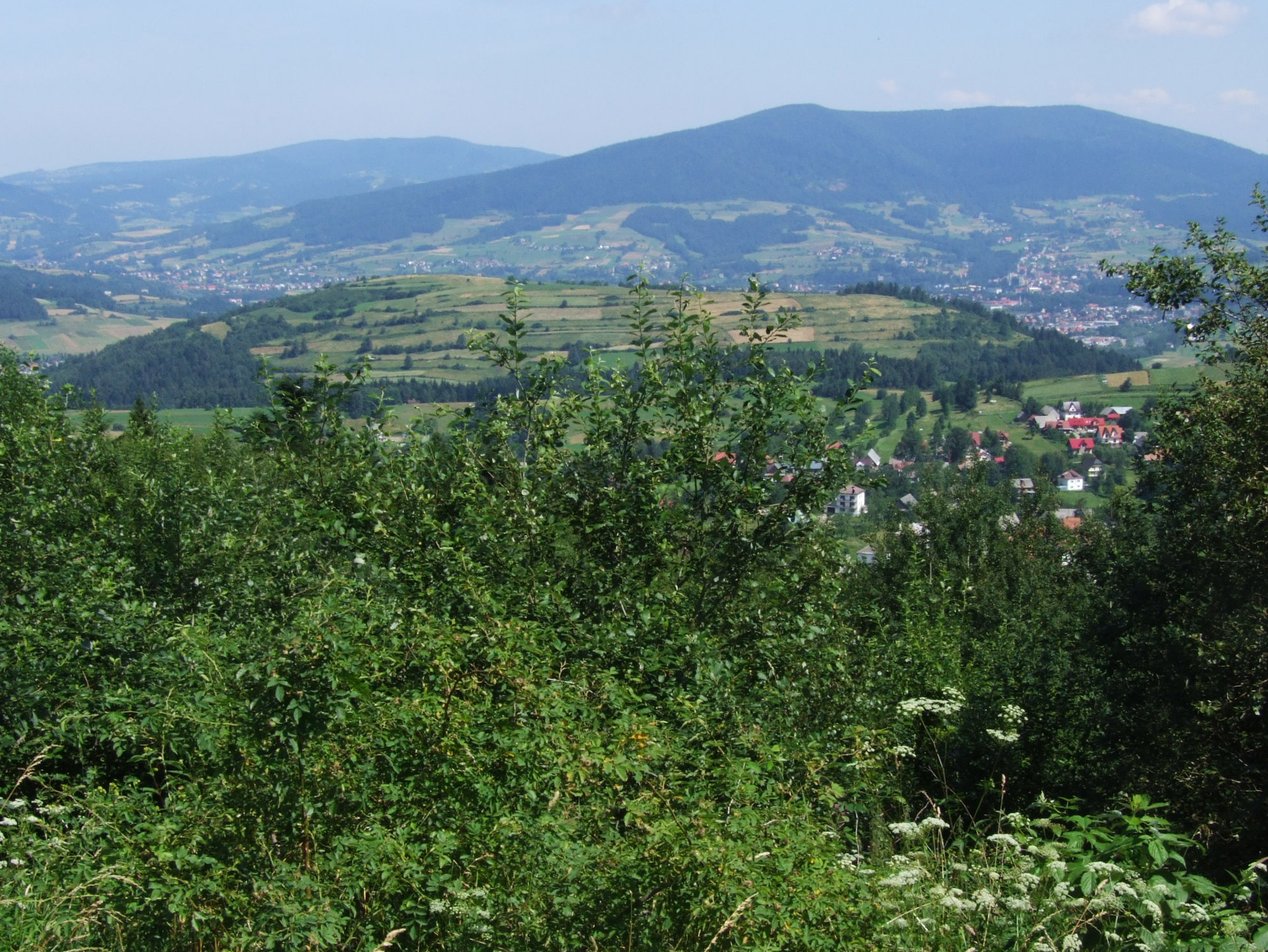
Widok spod krzyża na Potaczkowej. W dole zabudowania Podobina, nad nimi Adamczykowa, u samej góry Lubogoszcz i Beskid Makowski
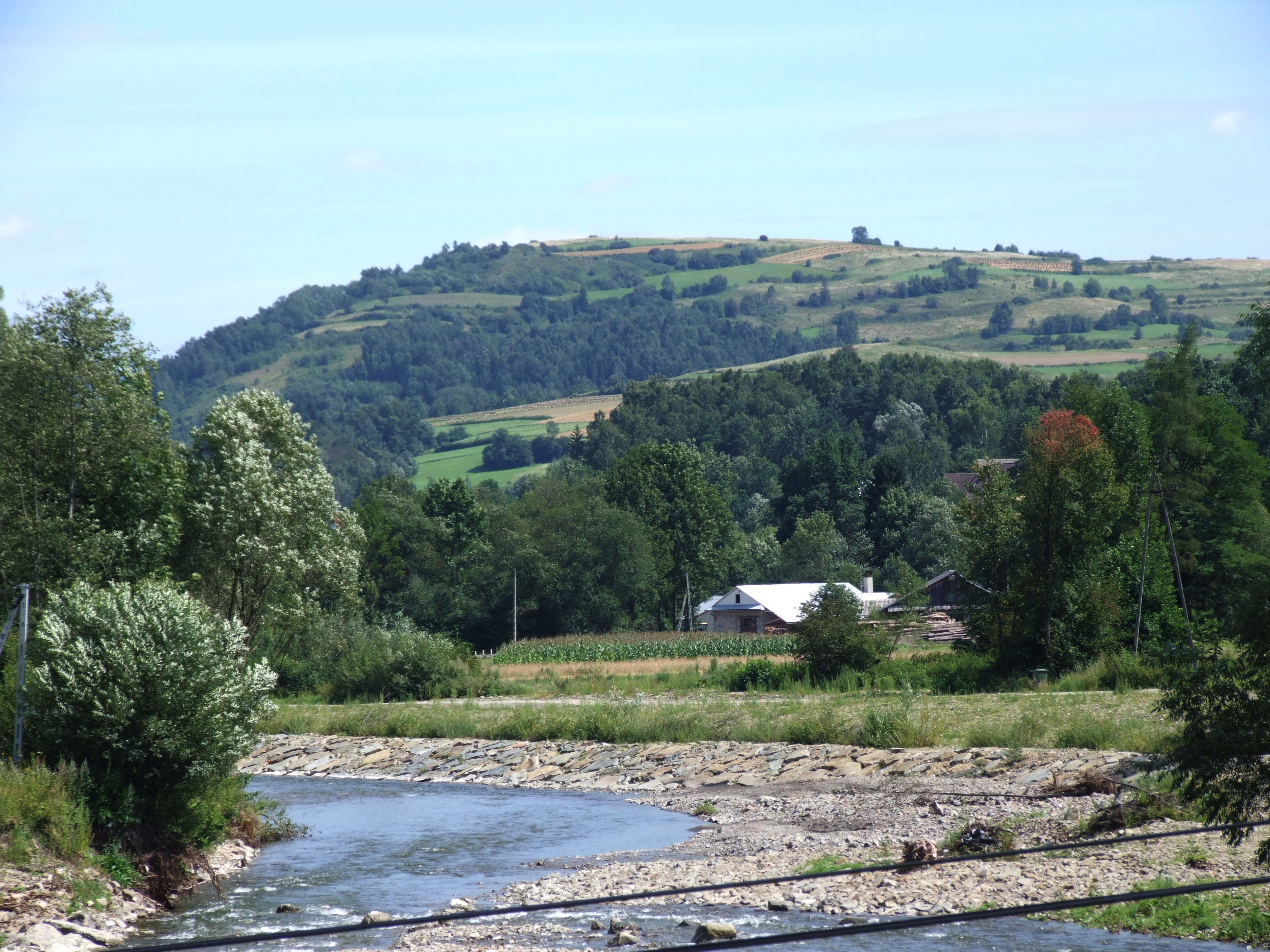
Widok od zachodu